# Goku
Son Goku este personajul principal din seria Dragon Ball. El poate fi ușor recunoscut pentru personalitatea lui veselǎ si energică și dragostea lui pentru concurență. El este nepotul adoptat al bunicului său Son Gohan, soțul lui Chi-chi, tatǎl lui Gohan și Goten, bunicul lui Pan, și mai târziu stră-stră bunicul lui Goku Jr. Goku este apărătorul Pământului și conducătorul Luptătorilor Z. De-a lungul vieții sale, el se antrenează din greu și se străduiește să fie cel mai mare războinic posibil, în timp și în același timp, și-a folosit puterea uimitoare și aptitudinile necesare pentru a menține pacea. Aceste calități îl fac un exemplu perfect de erou, deși nu neapărat modelul perfect, din cauza lipsei sale de educație.

## Creație și concepție
Numele și prenumele lui Goku (Son Goku) este numele japonez al lui Sun Wukogu, principalul protagonist din legenda chinezeascǎ "Journey to the West" (Cǎlǎtorie spre Vest). Goku însuși a început cu mult mai puțin de parodia Sun Wukogu, iar ca manga a continuat sǎ ruleze și el a fost capabil să dezvolte în mod diferit, însǎ în cele din urmǎ cotitura avea origini similare.
Designul lui Goku a fost bazat pe al lui Tanton, personajul lui Toriyama și prototipul manga din Dragon Boy și Tongpoo din manga The Adventure Of Tongpoo. Când Akira Toriyama a început primul său proiect din Dragon Ball el a planificat pe acest site maimuță al lui Goku pentru al face fidel din Călătorie spre Vest. În timpul celui de-al doilea proiect al lui Toriyama, a vrut să-l facă pe Goku om complet îmbrăcat în haine de marinar care a mers pe mecanisme de zbor și nu pe un Nor Zburător. Al treilea și ultimul proiect al lui Toriyama a fost sǎ-l facă pe Goku uman și cu coadă de maimuță.

## Aspect și personalitate
Goku este personajul principal al întregii serii Dragon Ball. El are părul țepos care nu-l schimbă niciodată pe tot parcursul seriilor. El este cel mai frecvent a fost văzut purtând uniforma de la școala Kame portocaliu/roșu/auriu IG peste un maiou albastru închis. IG a fost inclus de Maestrul Roshi,Kami și Regele Kai iar simbolul kanji e pe partea stângă (deasupra inimii). De a semenea simbolul este prezentat și pe partea din spate. După Saga Frieza, simbolul IG al lui Goku nu apare și devine un portocaliu mai întunecat. Goku poartă manșete de culoare albastru închis și cizme de culoare albastru închis cu dantele galben/bej. Ca un copil, el are coadă din cauză că e Saiyan și mânuiește de asemenea un pol al puterii.
Rareori Goku a fost văzut purtând haine diferite, cum ar fi costum gri de afaceri și cravată. În special după antenamentul în Camera Sufletului și a Minții, și în cele nouă zile de dinaitea Jocuriilor lui Cell, el poartă haine pământești constând într-o jachetă oranj-negru cu mâneci lungi, maieu alb, pantaloni verzi și cizme maro.
În Dragon Ball GT Goku poartă o indicație geografică albastru cu pantaloni galben/ocru. El are de asemenea o eșarfă albă care o poartă-n talie și manșete roz. Poartă pantofi negri cu îmbrăcăminte albă la fluierul piciorului. Ca Super Saiyan 4, el își pierde gi-ul său iar trupul lui se înlocuiește cu blană roșie, coada lui se întoarce deși se schimbă de la maro la roșiatic. Coafura lui crește ceea ce îi face părul mai lung și chiar mai sălbatic. Ochii i se schimbă de la negru la galben-auriu și are căptușeală roșie în jurul lor.Manșetele lui, fluierul piciorului și eșarfa se schimbă în albastru.

Goku este cunoscut pentru personalitatea lui veselă și energică și dragostea lui pentru concurență (în special luptele sportive și mâncatul). El are o intuiție remarcabilă la văzut binele la alți,în pofida acțiunilor lor deși capacitatea lui de a ierta vrăjmașii a fost criticat ocazional excesiv;Goku pentru cea mai mare parte,doar să câștige lupte,piese de schimb și dușmanii săi după ce i-a învins ei încercau să-l atace atunci la spate.Puterea lui uimitoare este în aceelași timp consolidată prin loialitatea lui deschisă și moralitatea.El are o vedere simplă, practică a lumii și este oarecum naiv la lumea din jurul lui.Din această cauză, multe personaje își asumă în mod incorect faptul că el este oarecum stupid, deși odată ce el are o înțelegere de bază a lucrurilor el învață foarte repede. Abilitatea sa de cel mai remarcabil este voința de a reuși împingându-se dincolo de limitele sale și niciodată nu renunță chiar și atunci când șansele sunt împotriva lui.
În timpul copilǎriei sale, un gag recurent în serie a fost că Goku era incapabil să spună diferența dintre un bărbat și o femeie, fără ai atinge fizic, care de multe ori chestia asta l-a adus în necaz. Cel mai important dintre aceste evenimente a fost atunci când Chi-chi la împins pe Goku de pe Norul Zburător după ce acesta a bătut organele ei genitale cu piciorul; și-n scena în care Goku a scos chiloții lui Bulma când aceasta dormea a fost îngrozit de faptul că a  descoperit că ea nu a avut nici testicule (și a fost adaptat în filmul Dragon Ball:Calea spre putere).Dar el însă a depășit în cele din urmă această dată destul de veche pentru a înțelege diferența.În plus,în timpul tinereții sale,el părea să nu înțeleagă noțiunea de pornografie, astfel el a descoperit secretul tatălui lui Bulma când Goku a văzut reviste porno a crezut că fetele erau prea sărace ca să-și permită să aibă haine dar Bulma s-a enervat și i-a spus că nu erau sărace. S-a demonstrat cǎ Goku suferǎ de trypanophobia, adicǎ frica de ace medicale,dar acest lucru apare doar în anime. El a arǎtat teama asta de douǎ ori în Dragon Ball Z și de trei ori în Dragon Ball GT.Prima datǎ în Dragon Ball Z a fost dupǎ lupta sa cu Vegeta și așa a fost dus la spitalul Wukong. A doua oarǎ a arǎtat frica de ace dupǎ lupta cu Cǎpitanul Ginyu pe planeta Namek, în timp ce el a fost pe cale sǎ se recupereze într-o mașină medicală. În Dragon Ball GT, a fost atunci când el, Pan și Trunks au adus un băiat rănit pe planeta Pilat la un spital. A doua oarǎ,în timpul luptei împotriva lui Baby Vegeta,el a fost criticat de Sogorugo Space,unde a asistat la o hologramǎ a lui Chi-chi,care a aruncat un ac gigantic de seringǎ în fundul lui și atunci a început sǎ țipe. Iar în sfârșit Goku a arǎtat frica lui de ace dupǎ ce Pan i-a spus că Globul Dragonului cu patru stele a ieșit din fruntea lui îngrijorǎtor faptul cǎ el avea nevoie de o loviturǎ. Chiar și în luptă,Goku este demonstrat că nu poate fi invincibil,pentru că el are două deficiențe majore. Prima slăbiciune este coada lui,asta până înainte de Saga Tien Shinhan, Goku a pierdut toată puterea lui atunci când cineva îl trage de coadă (asta e o trăsătură parțială care o au toți Saiyanii din naștere). A doua slăbiciune este apetitul lui ridicol și de neînțeles; nu numai că el mănâncă într-un ritm rapid și care poate fi imposibil pentru un om,dar dacă el nu obține mâncare el devine prea slab pentru a face aproape orice. Această slăbiciune nu a fost nicidată depășitǎ, și aproape ar fi murit din cauza mai multor dușmani în special Tambourine și Nuova Shenron.Pe de altă parte dragostea lui Goku pentru produsele alimentare la scăpat de mai multe ori de probleme,de exemplu în Saga Tournamet după ce a fost învins de Jackie Chun (dar de fapt era mentorul lui Maestrul Roshi), Bulma a fost capabilă să-l salveze de la meci strigându-l că cina a fost gata Goku imediat s-a trezit. Se pare că Son Goku se gândește foarte puțin la fratele său Raditz și la tatăl său Bardock,crezând că aceștia sunt ființe vicioase și egoiste la fel ca majoritatea celorlalți Saiyanii,dar cu toate acestea, Goku nu a știut despre schimbarea tatălui său la inimă. Într-adevăr, atunci când a aflat că este Saiyan, el a respins faptul că rasa sa făce-a parte din criminali vicioși, deși el a acceptat în cele din urmă moștenirea lui după ce a ascultat ultimele cuvinte ale lui Vegeta în timpul luptei împotriva lui Frieza pe Namek, acesta spunându-i să răzbune moartea rasei sale, precum și a altor nevinovați care au fost uciși de Frieza.

## Istorie
Kakarot (redenumit Goku pe Pământ) s-a născut cândva în anul 737 pe Planeta Vegeta,într-o perioadǎ de mari tulburǎri.În urma unui Sayian personalizat, Goku a fost trimis pe Pǎmânt încǎ de mic, în scopul de a distruge locuitorii.Dar când locuitorii Pǎmântului s-au gândit sǎ fie un Saiyan slab trebuiau să aștepte până când apărea luna plină pe Pământ și asta îl transforma într-o Mare Gorilă. Tatăl lui Goku un Saiyan războinic pe nume Bardock, a aterizat pe planeta planta la scurt timp de la distrugerea plantei vegeta si la ucis pe unchiul lui king cold folosind super sayan, la scurt timp după plecarea lui Goku pe Pământ, fratele său mai mare Raditz n-a fost să fie văzut de nicăieri.Nu se cunoaște ce s-a întâmplat cu mama lui Goku. După ce a aterizat pe Pământ, Goku a devenit nepotul adoptat al unui bătrân pe nume Gohan, care l-a găsit în pădure și ia dat numele său uman. La început Goku a fost extrem de violent și nu l-a ascultat pe Gohan la toate, dar într-o zi Goku a căzut într-o prăpastie adâncă și s-a lovit la cap,suferind de traumatism cranian cerebral sever, care l-a trimis în comă și foarte aproape de moarte. După ce s-a trezit, el a pierdut toate agresiunile de Saiyan devenind un fel de băiat manierat tânăr. Bunicul Gohan l-a învățat artele marțiale și-a spus despre anumite lucruri cum ar fi orașul,oamenii,cum a trăit într-un loc foarte izolat din Muntele Paozu, necomunicând cu nici-o persoană. Gohan a văzut într-o noapte cu lună plină transformarea lui Goku într-o Mare Gorilă deși Gohan îi spusese să nu se uite la luna plină niciodată dar când a făcut-o la omorât pe Gohan fără să știe. După moartea bunicului sǎu Goku a rămas la el acasă desfășurând viața de zi cu zi la supraviețuire. Goku a dezvoltat impresia cum că părinții lui naturali l-au abandonat în munți ca un copil, lăsându-l pe Gohan să aibă grijă de el.

## Tehnici
Energie de bază și atacuri
- Ki Blast-forma cea mai de bază de energie a valurilor.
- Blast Invisible Eye-Goku are capacitatea de a trage un suflu invizibil de ki-uri din ochii lui. El o folosește de două ori în acest anime (o dată în manga). Prima datǎ el a folosit-o ca să sape o groapă în pământ Namekian ca să îngroape cadavrul lui Vegeta când acesta a fost ucis de Frieza. A doua oară a fost în timpul luptei împotriva lui Omega Shenron atunci când Super Saiyan 4 Gogeta este folosit pentru al bate câțiva metri înapoi pe Omega. Este probabil ca aceastǎ mișcare sǎ fie destul de slabǎ, chiar când Goku era Super Saiyan 4, dupǎ fuziunea cu Vegeta el nu a făcut nimic, dar Omega pǎrea sǎ justifice anevoie de ce nu-l folosește în orice bătălie.
- Kienzan-ghidul la care ține mâna în aer, efectueazǎ ki-ul în forma unui disc-brici ascuțit, care apoi este aruncat peste și-n jurul corpului pentru a reduce ținta.
- Kamehameha-atacul suprem de energie al lui Goku, chiar dacǎ aceasta a fost inventat de Maestrul Roshi. Goku a învățat această tehnică dupǎ ce Roshi a folosit-o pentru a stinge focul de pe Muntele Frypan. Goku a inventat de asemenea, numeroase variante ale tehnicii, cum ar fi Super Kamehameha, Instant Kamehameha și 10x Kamehameha.
- Continuos Kamehameha-Goku eliberează un baraj rapid de explozii de energie asupra adversariilor săi provocând o acumulare masivă de daune. De asemenea este numit și Super Energy Wave Volley.
- Taiyo-ken-o tehnică care răspândește un val de lumină orbitoare când își pune degetele în mijlocul frunții.
- Genki Dama- unul dintre atacurile supreme ale lui Goku la care este nevoie de toată energia organismelor vii și formând o minge cu putere și dimensiune în funcție de cantitatea de energie ki valorificată. Puterea a fost folosită împotriva adversarilor puternici cum ar fi: Vegeta, Frieza, Dr Whello, Turles, Regele Slug, Super Androit 13, Majin Buu Kid și Omega Shenron. Aceaștia au fost absorbiți de rezistența care a crescut în Dragon Ball Z: Super Androit 13!.

## Tehnici marțiale
- Zanzōken-această tehnică este o scurtă izbucnire de vitezăextrem de mare,se deplasează mai repede poate fără sens decât adversarul lui.Aceasta are ca efect secundar de a lăsa o clipă "după chipul" până la simțurile adaptate și realizarea obiectivului lor mutat.
- Full Nelson-executatǎ prin fectuarea strâgerii adversarului la spate cu ambele brațe deși Goku a folosit-o o singură dată împotriva lui Raditz

## Alte tehnici care figureazǎ
kameheameha (valul testoasei)
kayoken     (furia eterna)
spirit bomb (bomba spiirituala)

## Transformǎri
- Kaio-Ken
- Super Saiyan 1
- Super Saiyan 2
- Super Saiyan 3
- Super Saiyan 4 (GT)
- Super Saiyan God   (Battle of Gods)
- Super Saiyan God-Super Saiyan (Resurrection F)
- Super Saiyan God-Super Saiyan Kaio-Ken
- Ultra Instinct (DBS)
- Mastered Ultra Instinct (DBS)
- True Ultra Instinct (Moro arc)

## Apariții în anime
1. ↑   https://heros.fandom.com/fr/wiki/Son_Goku/Histoire, accesat în 25 octombrie 2022 Lipsește sau este vid: |title= (ajutor)